# Гиностра
Гиностра (англ. Ginostra) – франко-итало-американский совместный  криминальный фильм, снятый в 2002 году режиссёром Мануэлем Прадалом на студиях France 2 Cinéma, Studio Canal, Emotion Pictures и Urania Film.
Премьера фильма состоялась 29 января 2003 года.

## Сюжет
Агент ФБР Мэтт Бенсон отправляется на сицилийский остров Гиностра, где ему предстоит сотрудничество с итальянскими следственными органами. Он поселяется в красивом доме, что доставляет особую радость его жене Джесси и дочери Тине. Несколько дней спустя Мэтт допрашивает 11-летнего Этторе Греко, семья которого погибла в результате взрыва, организованного мафией. Его отец был главным свидетелем и должен был дать показания против мафии. Из соображений безопасности мальчик поселяется в доме агента Бенсона.
Бенсон обнаруживает, что его попытки заставить ребенка поговорить с ним об убийстве его отца, который должен был находиться под защитой в момент его убийства, срываются из-за того, что мальчик очень хочет отомстить. Становится очевидным, что мальчик либо присутствовал при убийстве своего отца, либо знает подробности убийства. Большая часть истории вращается вокруг погони в стиле кошек-мышок между главарями мафии и мальчиком. Всё это время Бенсону приходится иметь дело с местной полицией, в которую проникла мафия (именно так, был предан отец мальчика).

## В ролях
- Харви Кейтель — Мэтт Бенсон, агент ФБР
- Энди Макдауэлл — Джесси
- Гарри Дин Стэнтон — дель Пьеро
- Азия Ардженто — Нун
- Франческа Нери — Елена Джильи
- Вероника Лазар — Сюзанна дель Пьеро
- Маттиа де Мартино — Этторе Греко
- Виоланте Плачидо — медсестра
- Марино Мазе — ночной сторож
- Стефано Дионизи  — Джованни Джигли
- Луиджи Мария Бурруано — дядя Этторе
- Анжела Гудвин — мать